# Wolf József (kalocsai rabbi)
Wolf József (? – Kalocsa, 1880) kalocsai rabbi. A településen 1852 körültől szolgált 40 éven át. Gedulasz Mordecháj címen héber nyelvű gyászbeszédei jelentek meg.